# Scanner Cop
Scanner Cop ist ein 1994 entstandenes Ableger des Horrorfilms Scanners – Ihre Gedanken können töten und das Regiedebüt von Pierre David. Der Film wurde direkt für den Videomarkt produziert und erschien in Deutschland im Mai 1994. 1995 entstand die Fortsetzung Scanner Cop II.

## Handlung
Samuel Staziak hat die Fähigkeiten eines Scanners von seinem verstorbenen Vater geerbt und wird von einem jungen Polizisten adoptiert. Nachdem Menschen aus heiterem Himmel beginnen, Polizisten anzugreifen, nutzt der inzwischen selbst diesen Beruf ausübende Samuel seine Möglichkeiten und gelangt auf die Fährte eines Neurochirurgen, der die Gehirne von Menschen umprogrammieren kann. Samuel gerät in die Fänge des Verrückten, kann jedoch am Ende seine Kräfte zu dessen Überwindung einsetzen.

## Kritik
„Trotz der deutlichen Anleihen (cf. bei Cronenbergs Scanners) eine unter dem Strich durchaus spannende Geschichte, die aber wegen ihrer gelegentlichen groben Effekte nicht jedermanns Geschmack sein dürfte.“